# Trichostomum subintegrum
Trichostomum subintegrum är en bladmossart som beskrevs av Brotherus 1902. Trichostomum subintegrum ingår i släktet lansettmossor, och familjen Pottiaceae. Inga underarter finns listade i Catalogue of Life.